# Прапор молоді (газета)
Прапор молоді — видання Організації українських націоналістів, що виходило у підпіллі у часи Другої світової війни. Виходило друком 1942—1943 року.

## Історія видання та матеріали
Одним з основних пріоритетів ОУН завжди була пропаганда серед молоді ідеї відновлення незалежності України. Паралельно зі збройною боротьбою ОУН видавала чимало літератури в період німецької окупації. Методи виготовлення підпільної літератури були апробовані ще з самого початку існування ОУН у 1930-х роках. Література друкувалася технічними ланками, які діяли при різних проводах ОУН. Технічні засоби залежали від матеріальних можливостей підпільників,
Опубліковані у «Прапорі молоді» матеріали містили антинімецьку пропаганду:   .
Розповсюджувалося на українських, польських та німецьких землях. Німці перехоплювали газету у червні та липні 1942, лютому 1943 року.